# Allan Rae (Agrarwissenschaftler)
Allan Neville Rae (* 1943) ist ein neuseeländischer Agrarökonom. Er ist Professor an der Massey University in Neuseeland. Er lehrt am Manawatu Campus.

## Leben
Rae studierte Agrarökonomie an der Massey University und hat in 1968 ein Masterstudium abgeschlossen. Er erhielt einen Ph.D. von der University of New England (Australien). In 2009 wurde er von der Massey University mit einem Doktor der Naturwissenschaften ausgezeichnet.
Raes Forschungsinteressen sind internationaler Agrarhandel, Welthandelsrunden, Agrarhandel und Umwelt, Landwirtschafts Chinas, angewandte Allgemeine Gleichgewichtsmodelle, asiatisch-pazifische Agrarmärkte und Ökonomik der Tierproduktion.
Rae hat zwei Lehrbücher und viele Artikel in Fachzeitschriften veröffentlicht.
Rae beriet die FAO, die Wirtschafts- und Sozialkommission für Asien und den Pazifik, die OECD, die Asiatische Entwicklungsbank, die Weltbank und die WTO.
Für seine Beiträge zur Agrarökonomie wurde Rae von der Royal Society of New Zealand 2001 mit der New Zealand Science and Technology Bronze Medal ausgezeichnet.

## Veröffentlichungen (Auswahl)
- P. Aerni, A. N. Rae, B. Lehmann: Nostalgia Versus Pragmatism? How Attitudes and Interests Shape the Term Sustainable Agriculture in Switzerland and New Zealand. In: Food Policy. Band 34, 2009, S. 227–235.
- A. N. Rae: China's Agriculture, Smallholders and Trade: Driven by the Livestock Revolution? In: Australian Journal of Agricultural and Resource Economics. Band 52, 2008, S. 283–302.
- A. N. Rae, H. Ma, J. Huang, S. Rozelle: Livestock in China: Commodity-Specific Total Factor Productivity Decomposition Using New Panel Data. In: American Journal of Agricultural Economics. Band 88, 2006, S. 680–695.
- H. Ma, A. N. Rae, J. Huang, S. Rozelle: Chinese Animal Product Consumption in the 1990s. In: Australian Journal of Agricultural and Resource Economics., Band 48, 2004, S. 569–590.
- A. N. Rae, T. W. Hertel: Future Developments In Global Livestock And Grains Markets: The Impacts Of Livestock Productivity Convergence In Asia-Pacific. In: Australian Journal of Agricultural and Resource Economics. Band 44, 2000, S. 393–422.